# 心に茨を持つ少年
「心に茨を持つ少年」（こころにいばらをもつ少年、原題：The Boy with the Thorn in His Side）は、イギリスのロック・バンド、ザ・スミスが1985年にシングルA面として発表した楽曲。1986年のスタジオ・アルバム『ザ・クイーン・イズ・デッド』にはリミックス・ヴァージョンが収録された。

## 背景
モリッシーによれば、タイトルの「Thorn（棘）」という言葉は「音楽業界、そして私の言うことを信じず、私を駆逐しようとし、レコードもかけようとしない連中」を指しているという。シングルのジャケットには、セシル・ビートンが1949年に撮影したトルーマン・カポーティの写真が使用された。
ザ・スミスはミュージック・ビデオの制作を拒否し続けていたが、最終的には本作のプロモーション用に、キャリア初のミュージック・ビデオが作られた。

## 反響
全英シングルチャートでは5週トップ100入りし、最高23位を記録した。ニュージーランドのシングル・チャートでは、1986年2月にトップ50入りを果たし、2週連続で46位となった。

## その後
モリッシーはソロ転向後のライブでも本作を歌っており、2008年のソロ・シングル「ザッツ・ハウ・ピープル・グロウ・アップ」の7インチ盤(F20001)には、2007年5月11日のライブ音源がB面曲として収録された。2017年4月22日のレコード・ストア・デイには、A面に本作の未発表デモ・ミックス、B面に「ラバー・リング」の初期ヴァージョンを収録した7インチ・シングルが1万2千枚限定で発売された。

## カヴァー
- ジェフ・バックリィ - デビュー前の1993年2月に録音を残しており、2016年発売の未発表音源集『ユー・アンド・アイ』に収録された[7]。
- J・マスシス - アルバム『マーティン・アンド・ミー』（1996年）に収録[8]。
- スーパー・ファーリー・アニマルズ - アルバム『ラジエイター』（1997年）と同時期に録音され、2017年には同作の20周年デラックス・エディション盤に収録された[9]。